# Comtat d'Ivry
El comtat d'Ivry fou una jurisdicció feudal de Normandia, realment una senyoria encara que en estar governada per comtes apareix anomenada com a comtat. La família d'Ivry té una genealogia complicada i incerta.
La casa comtal va tenir origen en Esperleng de Pîtres, casat amb Esprota que havia estat abans concubina o esposa de Guillem I el duc de Normandia, i de la qual va tenir almenys quatre fills, dels que tres foren femelles i un mascle, conegut com a Raül d'Ivry, que fou el primer comte de Bayeux a l'entorn de l'any 1000. Es va casar amb Aubrea de Caville o Cacheville i fou ella qui va construir el castell d'Ivry; quan va voler expulsar al seu marit del castell aquest la va matar. Van tenir cinc fills:
- Hug d'Ivry (+1049) que és esmentat com a bisbe de Bayeux vers 1015. El castell d'Ivry li fou confiscat per Robert II de Normandia. Va tenir dos fills il·legítims.

- Raül d'Ivry (+ després de 1030)

- Joan d'Ivry (+1079), bisbe d'Avranches vers 1061 (7 anys i mig), bisbe de Rouen el 1069 (deu anys)

- Dues filles, Emma i una de nom desconegut

El duc de Normandia després de l'expropiació va nomenar vescomtes a Bayeux. La família d'Ivry va continuar pel seu costat generalment associada a la senyoria o baronia d'Ivry. A través d'Aubera (casada amb un Robert d'Ivry) o de Roger, fills d'Hug, va seguir i van sorgir els fills d'un d'aquestos, Robert III que era senyor el 1060, i el seu germà Roger, esmentat el 1089. Ascelí I Goël apareix després com a prebost d'Ivry i fou el pare de Robert III el Ros (Panotxa), mort en data desconeguda però posterior al 1118, i de Guillem I Louvel mort després del 1153. Aquest va tenir un fill de nom Galerà I, a partir del qual semblen crear-se dues branques. La primera titulada barons d'Ivry continua amb Roger I, Guillem II, Robert II, Joan, Carles, Guillem III i Carles III fins al 1426. La segona continua amb Robert IV (+1213), Galerà II (que el 1221 es declarava vassall del rei de França), Robert V, (+1270), el seu germà Galerà III (+1282), Robert VI, i un parent de nom Robert VIII Robinet, mort després del 1323, senyor el 1318.